# IC 5151
IC 5151 — галактика типу C+C () у сузір'ї Пегас.
Цей об'єкт міститься в оригінальній редакції індексного каталогу.